# Layton (Florida)
Layton ist eine Stadt im Monroe County im US-Bundesstaat Florida.
Das U.S. Census Bureau hat bei der Volkszählung 2020 eine Einwohnerzahl von 210 ermittelt.

## Geographie
Die Stadt befindet sich auf der Insel Long Key, die den Florida Keys angehört. Sie liegt am Overseas Highway (U.S. Highway 1, Florida State Road 5) und befindet sich etwa 100 Kilometer von Key West und 140 Kilometer von Miami entfernt.

## Geschichte
Mary und Del Layton, ein Lebensmittelhändlerehepaar aus Miami, erwarben nach dem Zweiten Weltkrieg über 16 Hektar Grundbesitz auf Long Key und errichteten dort ein Anglercamp. Nach und nach erweiterten sie die Anlage, die Layton's Long Key Fishing Camp genannt wurde, um Wohnhütten und ein Restaurant. Am 18. September 1963 ging die Anlage in der neugegründeten Stadt Layton auf.

### Demographische Daten
Laut der Volkszählung 2010 verteilten sich die damaligen 184 Einwohner auf 184 Haushalte. Die Bevölkerungsdichte lag bei 328,6 Einw./km². 92,9 % der Bevölkerung bezeichneten sich als Weiße, 2,2 % als Afroamerikaner, 1,6 % als Indianer und 2,2 % als Asian Americans. 1,1 % gaben die Angehörigkeit zu mehreren Ethnien an. 7,1 % der Bevölkerung bestand aus Hispanics oder Latinos.
Im Jahr 2010 lebten in 7,2 % aller Haushalte Kinder unter 18 Jahren sowie 40,2 % aller Haushalte Personen mit mindestens 65 Jahren. 54,6 % der Haushalte waren Familienhaushalte (bestehend aus verheirateten Paaren mit oder ohne Nachkommen bzw. einem Elternteil mit Nachkomme). Die durchschnittliche Größe eines Haushalts lag bei 1,90 Personen und die durchschnittliche Familiengröße bei 2,25 Personen.
7,6 % der Bevölkerung waren jünger als 20 Jahre, 14,1 % waren 20 bis 39 Jahre alt, 33,7 % waren 40 bis 59 Jahre alt und 44,6 % waren mindestens 60 Jahre alt. Das mittlere Alter betrug 57 Jahre. 52,2 % der Bevölkerung waren männlich und 47,8 % weiblich.
Das durchschnittliche Jahreseinkommen lag bei 52.292 $, dabei lebten 3,3 % der Bevölkerung unter der Armutsgrenze.
Im Jahr 2000 war Englisch die Muttersprache von 90,69 % der Bevölkerung und spanisch sprachen 9,31 %.

## Sehenswürdigkeiten
Folgende Objekte sind im National Register of Historic Places gelistet:
- Angustias Shipwreck Site
- El Gallo Indiano Shipwreck Site
- San Francisco Shipwreck Site
- Sueco de Arizon Shipwreck Site

Alle vier Schiffswracks sind Teil der 1733 Spanish Plate Fleet Shipwrecks Multiple Property Submission (MPS).

## Wirtschaft
Layton lebt vor allem vom Tourismus. Die Stadt ist umgeben vom Long Key State Park mit einem populären Campingplatz.
In der Stadt liegt die J.N. Roth Marine Biology Station, eine Außenstelle des Goshen College in Goshen, Indiana. Das derzeitige Gebäude der Station wurde 1985 errichtet.